# Калінінська сільська рада (Курманский район)
Калі́нінська сільська́ ра́да — адміністративно-територіальна одиниця та орган місцевого самоврядування у Красногвардійському районі Автономної Республіки Крим. Адміністративний центр — село Калініне.

## Загальні відомості
- Населення ради: 2 452 особи (станом на 2001 рік)

## Населені пункти
Сільській раді були підпорядковані населені пункти:
- с. Калініне
- с. Вишняківка
- с. Комунари
- с. Побєдине

## Склад ради
Рада складалася з 20 депутатів та голови.
- Голова ради: Ченксьова Наталя Григорівна
- Секретар ради: Сукманова Наталя Олегівна

### Керівний склад попередніх скликань
| Прізвище, ім'я, по батькові      | Основні відомості                                                                     | Дата обрання | Дата звільнення |
| -------------------------------- | ------------------------------------------------------------------------------------- | ------------ | --------------- |
| Вербицький Олександр Олексійович | Сільський голова, 1951 року народження, член Соціалістичної партії України            | 26.03.2006   | 01.08.2008      |
| Гончаров Валентин Валентинович   | Сільський голова, 1958 року народження, член Соціалістичної партії України            | 30.11.2008   | 02.02.2010      |
| Погребнова Наталія Сергіївна     | Сільський голова, 1962 року народження, член Партії регіонів                          | 20.06.2010   | 31.10.2010      |
| Ченксьова Наталя Григорівна      | Сільський голова, 1970 року народження, освіта середня загальна, член Партії регіонів | 31.10.2010   |                 |

Примітка: таблиця складена за даними сайту Верховної Ради України

### Депутати
За результатами місцевих виборів 2010 року депутатами ради стали:

#### За суб'єктами висування
| Суб'єкт висування | Кількість обраних депутатів | %   |
| ----------------- | --------------------------- | --- |
| Самовисування     | 20                          | 100 |

#### За округами
| № округу | Прізвище, ім'я, по батькові       | Дата визнання обраним | Освіта  | Партійна приналежність | Відомості про обраного депутата                                                      |
| -------- | --------------------------------- | --------------------- | ------- | ---------------------- | ------------------------------------------------------------------------------------ |
| 1        | Скачихін Олександр Павлович       | 03.11.2010            | вища    | позапартійний          | агроцех № 49 ДП «Ілліч-Агро Крим», завідувач зерноочисного комплексу                 |
| 2        | Захарова Любов Миколаївна         | 03.11.2010            | вища    | член Партії регіонів   | агроцех № 49 ДП «Ілліч-Агро Крим», голова профкому                                   |
| 3        | Руденко Григорій Михайлович       | 03.11.2010            | середня | позапартійний          | агроцех № 49 ДП «Ілліч-Агро Крим», бригадир                                          |
| 4        | Грек Олександра Марківна          | 03.11.2010            | середня | позапартійна           | пенсіонер                                                                            |
| 5        | Солодилов Іван Іванович           | 26.05.2013            | середня | позапартійний          | тимчасово не працює                                                                  |
| 6        | Казак Людмила Миколаївна          | 03.11.2010            | вища    | позапартійна           | тимчасово не працює                                                                  |
| 7        | Меметов Меджид Муратович          | 03.11.2010            | середня | позапартійний          | агроцех № 49 ДП «Ілліч-Агро Крим», механізатор                                       |
| 8        | Курсеітов Гафар Худусович         | 03.11.2010            | вища    | позапартійний          | агроцех № 49 ДП «Ілліч-Агро Крим», начальник служби снабж.                           |
| 9        | Сукманова Наталя Олегівна         | 03.11.2010            | вища    | член Партії регіонів   | Калінінська сільська бібліотека, завідувачка                                         |
| 10       | Рижов Олександр Миколайович       | 03.11.2010            | середня | позапартійний          | агроцех № 49 ДП «Ілліч-Агро Крим», механізатор                                       |
| 11       | Кузьменко Валентина Дмитрівна     | 03.11.2010            | середня | позапартійна           | агроцех № 49 ДП «Ілліч-Агро Крим», бригадир                                          |
| 12       | Авраменко Володимир Володимирович | 03.11.2010            | середня | позапартійний          | агроцех № 49 ДП «Ілліч-Агро Крим», водій                                             |
| 13       | Лебідь Володимир Павлович         | 03.11.2010            | середня | позапартійний          | агроцех № 49 ДП «Ілліч-Агро Крим», завідувач току № 2                                |
| 14       | Журавель Алла Сергіївна           | 03.11.2010            | середня | позапартійна           | агроцех № 49 ДП «Ілліч-Агро Крим», бригадир                                          |
| 15       | Ваймачова Ганна Іванівна          | 03.11.2010            | середня | позапартійна           | агроцех № 49 ДП «Ілліч-Агро Донбас» ПАТ «ММК ім. Ілліча», техник по нормуванню праці |
| 16       | Бекірова Ірина Олександрівна      | 03.11.2010            | середня | позапартійна           | тимчасово не працює                                                                  |
| 17       | Юзвік Марія Іванівна              | 03.11.2010            | середня | позапартійна           | тимчасово не працює                                                                  |
| 18       | Папст Лариса Василівна            | 03.11.2010            | середня | позапартійна           | агроцех № 49 ДП «Ілліч-Агро Крим», діспечер                                          |
| 19       | Кожемякіна Антоніна Василівна     | 03.11.2010            | середня | позапартійна           | тимчасово не працює                                                                  |
| 20       | Кравченко Ольга Миколаївна        | 03.11.2010            | середня | позапартійна           | агроцех № 49 ДП «Ілліч-Агро Крим», охоронець                                         |